# ROENTGEN STORIES
『ROENTGEN STORIES』（レントゲン ストーリーズ）は、日本のロックバンド・L'Arc〜en〜Cielのボーカリストで、シンガーソングライターであるHYDEのミュージック・クリップ集。2004年11月3日発売。発売元はKi/oon Records内に設立した自身の主宰レーベル、HAUNTED RECORDS。

## 解説
ロックバンド・L'Arc〜en〜Cielのボーカリスト、hydeがソロ名義で発表した初の映像作品。
2002年に発表した1stソロアルバム『ROENTGEN』に収録された「EVERGREEN」「ANGEL'S TALE」「SHALLOW SLEEP」のシングル表題曲3作のミュージック・ビデオに加え、今回新たに撮り下ろされた「SECRET LETTERS」の映像が収録されている。
なお、本作に収録された4つの映像は、映画のような仕上がりを意識し、それぞれの内容が繋がる仕様になっている。ちなみに、今回収録された映像はHYDE本人がプロデュースしており、HYDEの手により絵コンテが作成されたという。
本作は、通常盤（DVD）の1形態でリリースされている。

## 収録曲
1. EVERGREEN
（ディレクター: 竹内スグル）
2. ANGEL'S TALE
（ディレクター: 竹内スグル）
3. SHALLOW SLEEP
（ディレクター: 二階健）
4. SECRET LETTERS
（ディレクター: 二階健）